# Tour de France 2019/2. Etappe
Die 2. Etappe der Tour de France 2019 fand am 7. Juli 2019 statt. Die Etappe wurde als Mannschaftszeitfahren über 27,6 Kilometer mit Start und Ziel in Brüssel ausgetragen.

## Rennverlauf
Der Etappenstart erfolgte an der Ostseite des Warandeparks nahe dem Königlichen Palast von 14:30 Uhr bis 16:15 Uhr in umgekehrter Reihenfolge der allgemeinen Teamwertung am Ende der ersten Etappe. Zielankunft war am Atomium.
Reihenfolge und Startzeit der Teams
- 14:30 Uhr: Team Ineos
- 14:35 Uhr: Team Arkéa-Samsic
- 14:40 Uhr: Astana Pro Team
- 14:45 Uhr: Groupama-FDJ
- 14:50 Uhr: AG2R La Mondiale
- 14:55 Uhr: Movistar Team
- 15:00 Uhr: Total Direct Énergie
- 15:05 Uhr: CCC Team
- 15:10 Uhr: UAE Team Emirates
- 15:15 Uhr: Trek-Segafredo
- 15:20 Uhr: Team Katusha Alpecin
- 15:25 Uhr: Cofidis, Solutions Crédits
- 15:30 Uhr: Team Dimension Data
- 15:35 Uhr: Team Sunweb
- 15:40 Uhr: Bora-hansgrohe
- 15:45 Uhr: Lotto Soudal
- 15:50 Uhr: Mitchelton-Scott
- 15:55 Uhr: Bahrain-Merida
- 16:00 Uhr: EF Education First
- 16:05 Uhr: Deceuninck-Quick-Step
- 16:10 Uhr: Wanty-Gobert Cycling Team
- 16:15 Uhr: Team Jumbo-Visma

Tagessieger wurde das Team Jumbo-Visma des Steven Kruijswijk. Sein Teamkollege Mike Teunissen verteidigte das Gelbe Trikot nicht nur, er konnte den Abstand vergrößern. Sein Teamkollege Wout van Aert übernahm das Weiße Trikot. Das Team Jumbo-Visma konnte ihren Abstand in der Mannschaftswertung weiter ausbauen. Mit 20 Sekunden Rückstand wurde das Team Ineos des Vorjahressiegers Geraint Thomas Zweiter. Tagesdritter wurde Deceuninck-Quick-Step mit 21 Sekunden Rückstand.
Das Etappenergebnis ergab sich nach dem Reglement aus der Zeit des vierten Fahrers des Teams im Ziel. Für die Mannschaftswertung wurde diese Zeit mit vier multipliziert. Die ersten vier Fahrer des Teams erhielten in der Gesamtwertung die Zeit der Mannschaft; die übrigen Fahrer die tatsächlich gefahrene Zeit.